# Cheiriphotis quadrichelatus
Cheiriphotis quadrichelatus is een vlokreeftensoort uit de familie van de Corophiidae. De wetenschappelijke naam van de soort is voor het eerst geldig gepubliceerd in 1997 door Ortiz & Lalana.